# Сульжинівка
Сульжи́нівка (до 1946 року — колонія) — село в Україні, у Романівській селищній територіальній громаді Житомирського району Житомирської області. Населення становить 67 осіб (2001).

## Історія
У 1906 році — колонія Чуднівської волості Житомирського повіту Волинської губернії. Відстань від повітового міста 50 верст, від волості 16. Дворів 82, мешканців 486.
У 1925—54 роках — адміністративний центр колишньої Сульжинівської сільської ради Дзержинського району.

## Населення

### Мова
Розподіл населення за рідною мовою за даними перепису 2001 року:
| Мова       | Відсоток |
| ---------- | -------- |
| українська | 100 %    |